# نمره
نمره، حرف یا عددی است که در آموزشگاه‌ها یا دانشگاه‌ها پس از پرسیدن درس یا انجام امتحانی با آن کمیت، دانشِ دانش‌آموزان یا دانشجویان را می‌سنجند.
در حالت کلی نمره میزان موفقیت در یک آزمون را نشان می دهد. به طور کلی نمرهٔ هر فرد با میزان معلومات و یادگیری و مهارت او ارتباط مستقیم نداشته؛ چون یک آزمون استاندارد شامل امتحان شفاهی و تشریحی و تستی و عملی استاندارد است. مجموع همهٔ این‌ها به علاوهٔ در نظر گرفتن میزان علاقه و مهارت و استعداد دانشجو و هنرجو یا دانش آموز و فراگیر در درس مورد نظر می‌باشد.
صرف نمره فقط برای قبولی ارزشمند است و به دست آوردن حد نصاب قبولی (پاس) شدن صرفاً مورد نیاز است. به دست آوردن نمره بالا تر بهتر است، ولی لازم نیست. یادگیری و مهارت آموخته‌ها ناشی از تمرین و تکرار و یادآوری می‌باشد.

## پیرامون واژه
نمره (به فرانسوی: Nombre) که در فارسی هم با همین عنوان کار می‌رود. در پارسی سره، واژهٔ «ارزه» و در انگلیسی، واژه grade یا mark به کار می‌رود.

## سامانهٔ نمره در کشورهای جهان

### ایران
نمرات نوشته شده در کارنامه در ایران از ۲۰ نمره حساب می‌شود؛ یعنی بالاترین نمرهٔ ممکن ۲۰ و کم‌ترین نمرهٔ ممکن ۰ می‌باشد. شرط قبولی در ایران نمرهٔ ۱۰ می‌باشد. در مقطع کارشناسی ارشد شرط قبولی کسب نمره ۱۲ است.
در رشته‌هایی که اکثر کار دانشجو با کارهای کیفی نظیر هنر و معماری و… است، نمرات نیز به صورت کیفی خواهد بود.
نمرات در دانشگاه‌های مختلف نظیر دانشگاه شهید بهشتی (ره) به صورت زیر است:
A++=۲۰
A=۱۸
B=۱۶
...

### آمریکا
در آمریکا برای نشان دادن بازده یک دانش‌آموز یا دانشجو یا حروف به کار می‌روند مانند (A,B،C,D،F) که +A بهترین نمره و (Fail) F بدترین نمره است که نشانه مردود شدن می‌باشد.
معدل تحصیلی در آمریکا (Grade Point Average یا GPA) شیوه‌ای برای ارزش یابی تحصیلی در مدارس و دانشگاه‌های ایالات متحده است. می‌توان GPA را معادل انگلیسی معدل دانست، با این تفاوت که دامنه GPA بین ۰٫۳ و ۴ است.
محاسبه GPA در دانشگاه‌ها به این صورت است که در پایان ترم تحصیلی نمره‌ای که در هر کلاس به دست آمده را در مقیاس حروف قرار می‌دهند و سپس حروف را در مقیاس ۰٫۳ تا ۴ قرار می‌دهند:
A+= ۹۵–۹۳ = ۴
A= ۹۲–۹۰ = ۳٫۷
B+= ۸۹–۸۶ = ۳٫۳
B= ۸۵–۸۳ = ۳
B-= ۸۲–۸۰ = ۲٫۷
C+= ۷۹–۷۶ = ۲٫۳
C= ۷۵–۷۳ = ۲
C-= ۷۲–۷۰ = ۱٫۷
D+= ۶۹–۶۶ = ۱٫۳
D= ۶۵–۶۳ = ۱
D-= ۶۲–۶۰ = ۰٫۷
F= ۵۹–۵۶ = ۰٫۳
سپس تعداد واحد هر درس در نمره به دست آمده (بین ۰٫۳ تا ۴) ضرب می‌شود؛ اعداد به دست آمده از این طریق با هم جمع می‌شوند و بر تعداد کل واحدها تقسیم می‌شوند. عدد حاصل، GPA است.
مثال:
اگر در درسی ۳ واحدی B+ بگیریم و در درسی ۴ واحدی C؛ خواهیم داشت:
(۳*۳٫۳) + (۴*۲) = ۱۷٫۹
(۱۷٫۹) / (۳+۴) = ۲٫۵۵
GPA = ۲٫۵۵

### کانادا
در کانادا نیز یا حروف به کار می‌روند (مانند D ,C ،B ,A که A بهترین نمره و D نشانهٔ افتادن می‌باشد) یا با نمرات نشان داده می‌شود (به این صورت که A=80-100, B=70-79, C=69-51, D/Fail= ۵۰–۰).